# إنيكو خواريجي
إنيكو خواريجي (بالإسبانية: Eneko Jauregi)‏ (13 يوليو 1996 بموكسايكا في إسبانيا - ) هو لاعب كرة قدم إسباني في مركز الهجوم. لعب مع ريال سوسيداد ب ونادي قادش وريال سوسيداد ج.

## روابط خارجية
- إنيكو خواريجي على موقع قاعدة بيانات كرة القدم.إي يو (الإنجليزية)
- إنيكو خواريجي على موقع Soccerway.com (الإنجليزية)